# Nazionale maschile di pallamano della Slovacchia
La nazionale di pallamano maschile della Slovacchia è la rappresentativa pallamanistica maschile della Slovacchia ed è posta sotto l'egida della Federazione slovacca di pallamano (Slovenský zväz hádzanej) e rappresenta il paese nelle varie competizioni ufficiali o amichevoli riservate a squadre nazionali. La nazionale slovacca è di recente formazione, dopo che il paese ottenne l'indipendenza nel 1993 ponendo così fine alla vecchia Cecoslovacchia, i cui risultati nella pallamano, così come in tutti gli altri sport, appartengono oggi all'attuale Repubblica Ceca.
Nel suo palmarès vanta qualche partecipazione ai campionati mondiali ed europei, senza mai aver ottenuto risultati di rilievo. Non ha mai ottenuto la qualificazione ai Giochi Olimpici.

## Competizioni principali
- 1996: non qualificata
- 2000: non qualificata
- 2004: non qualificata
- 2008: non qualificata
- 2012: non qualificata
- 2016: non qualificata

- 1995: non qualificata
- 1997: non qualificata
- 1999: non qualificata
- 2001: non qualificata
- 2003: non qualificata
- 2005: non qualificata
- 2007: non qualificata
- 2009: 10º posto
- 2011: 17º posto
- 2013: non qualificata
- 2015: non qualificata
- 2017: non qualificata
- 2019: non qualificata

- 1994: non qualificata
- 1996: non qualificata
- 1998: non qualificata
- 2000: non qualificata
- 2002: non qualificata
- 2004: non qualificata
- 2006: 16º posto
- 2008: 16º posto
- 2010: non qualificata
- 2012: 16º posto
- 2014: non qualificata
- 2016: non qualificata
- 2018: non qualificata